# Hipposideros pygmaeus
Hipposideros pygmaeus is een vleermuis uit het geslacht Hipposideros die voorkomt in de Filipijnen. Deze soort is gevonden op de eilanden Bohol, Luzon, Marinduque, Negros en Panay. Er zijn slechts weinig exemplaren bekend; die zijn gevangen in grotten in of bij regenwoud, tot op 200 m hoogte. Het is een zeldzame soort. H. pygmaeus behoort tot de H. bicolor-groep.
Hipposideros abae · Himalayarondbladneus (Hipposideros armiger) · Hipposideros ater · Hipposideros beatus · Hipposideros bicolor · Hipposideros boeadii · Hipposideros breviceps · Gewone rondbladneus (Hipposideros caffer) · Hipposideros calcaratus · Hipposideros camerunensis · Hipposideros cervinus · Hipposideros cineraceus · Reuzenrondbladneus (Hipposideros commersoni) · Hipposideros coronatus · Hipposideros corynophyllus · Hipposideros coxi · Hipposideros crumeniferus · Hipposideros curtus · Hipposideros cyclops · Hipposideros demissus · Hipposideros diadema · Hipposideros dinops · Hipposideros doriae · Hipposideros durgadasi · Hipposideros dyacorum · Hipposideros edwardshilli · Hipposideros fuliginosus · Hipposideros fulvus · Hipposideros galeritus · Hipposideros gigas · Hipposideros grandis · Hipposideros halophyllus · Hipposideros hypophyllus · Hipposideros inexpectatus · Hipposideros inornatus · Jonesrondbladneus (Hipposideros jonesi) · Hipposideros khaokhouayensis · Hipposideros khasiana · Hipposideros lamottei · Hipposideros lankadiva · Hipposideros larvatus · Hipposideros lekaguli · Hipposideros lylei · Hipposideros macrobullatus · Hipposideros madurae · Hipposideros maggietaylorae · Hipposideros marisae · Hipposideros megalotis · Hipposideros muscinus · Maleise rondbladvleermuis (Hipposideros nequam) · Hipposideros obscurus · Hipposideros orbiculus · Hipposideros papua · Hipposideros pelingensis · Hipposideros pomona · Hipposideros pratti · Hipposideros pygmaeus · Hipposideros ridleyi · Hipposideros rotalis · Hipposideros ruber · Hipposideros scutinares · Hipposideros semoni · Hipposideros sorenseni · Schneiders rondbladneus (Hipposideros speoris) · Hipposideros stenotis · Hipposideros sumbae · Hipposideros thomensis · Hipposideros turpis · Hipposideros vittatus · Hipposideros wollastoni